# 桃源水库
桃源水库是中国广西壮族自治区南宁市宾阳县境内的一座水库，位于清水江流域东圩江上，建于1958年。水库正常库容为1202万立方米，集雨面积为33平方千米，海拔为157.38米。